# Thanatephorus cucumeris
|  | Dieser Artikel wurde aufgrund von formalen oder inhaltlichen Mängeln in der Qualitätssicherung Biologie zur Verbesserung eingetragen. Dies geschieht, um die Qualität der Biologie-Artikel auf ein akzeptables Niveau zu bringen. Bitte hilf mit, diesen Artikel zu verbessern! Artikel, die nicht signifikant verbessert werden, können gegebenenfalls gelöscht werden. Lies dazu auch die näheren Informationen in den Mindestanforderungen an Biologie-Artikel. Begründung: Die wissenschaftlichen Namen für die verschiedenen Stadien müssten diskutiert werden. Gültig ist meines Wissens Rhizoctonia solani. Vergleiche englische Wikipedia. |

Thanatephorus cucumeris ist eine weltweit verbreitete Pilzart aus der Gruppe der Ständerpilze. Seine asexuelle Form (Anamorphe) Rhizoctonia solani löst bei einer Vielzahl von Pflanzen Pilzkrankheiten aus.
Bei Zuckerrüben verursacht er die „Späte Rübenfäule“, bei Kartoffeln die „Weißhosigkeit“. Letztere wird auch „Kartoffelpocken“ oder „Wurzeltöterkrankheit“ genannt und ist eine Fußkrankheit der Kartoffel. Die Krankheit entsteht durch schwarze, auf der Mutterknolle oder im Boden vorhandene Pocken. Sie bilden die dauerhafte Überlebensform des Pilzes (Sklerotien).
In einer Studie wurde festgestellt, dass spezielle Bakterien Pflanzen vor Rhizoctonia solani schützen können. Bei bestimmten Böden sind Pflanzen gegen pathogene Pilze besser geschützt. Dies wird teilweise von in diesen Böden enthalten Mikroorganismen, also innerhalb der Rhizosphäre dieser Pflanzen, ausgelöst. Es wurden Gene der Bakterien isoliert, die Enzyme für den Abbau von Pilzzellwänden kodieren. Des Weiteren wurden bestimmte Phenazinen, Polyketiden und Siderophoren isoliert, die für den Schutz gegen den Pilz wichtig sind. Bei den Bakterien handelte es sich um Vertreter der Gattungen Flavobacterium und Chitinophaga. Sind diese Bakterienarten in den Wurzelbereichen der Pflanzen vorhanden, sind die Pflanzen besser gegen den Befall durch den Pilz geschützt. Eine mögliche Schutzmaßnahme wäre also die Anreicherung von dem bepflanzten Boden mit diesen Bakterien.

## Krankheitsbild bei Kartoffeln
Läuft nach einem nasskalten Frühjahr ein Bestand lückig und ungleichmäßig auf, besteht der Verdacht auf Befall durch Weißhosigkeit. Bei der Untersuchung der Fehlstellen sind dicht unter der Bodenoberfläche abgestorbene Kartoffelkeime zu finden. Dieses Krankheitsbild entsteht, wenn kranke Knollen mit schwarzen, abkratzbaren Pocken ausgepflanzt werden. Greift der Pilz überwiegend vom Boden aus an, dann entsteht besonders bei Trockenheit das Bild des „Wipfelrollens“. Bei feuchten Bedingungen ist am Stängelgrund häufig ein dichtes, weißes Pilzgeflecht zu finden.

### Maßnahmen zur Befallsminderung bei Kartoffeln
- Gesundes, pockenfreies Pflanzgut verwenden,
- Vermeiden von zu frühem und zu tiefem Legen,
- Beizen der Knollen beim Sortieren oder in der Legemaschine,
- Gelegentliche Applikation von Fungiziden in jungen Entwicklungsstadien der Kartoffelpflanzen.